# Alieu Ceesay
Alieu Ceesay (* 9. Juni 1997) ist ein deutscher Basketballspieler.

## Laufbahn
Ceesay, dessen Vater aus Gambia stammt, wuchs in der Hansestadt Bremen auf und begann im Alter von zwölf Jahren mit dem Basketballspiel. Ab 15 Jahren setzte er seine Basketball-Ausbildung in der Nachwuchsabteilung des Bundesligisten EWE Baskets Oldenburg fort. Von 2016 bis 2018 wurde er in der Mannschaft Baskets Akademie Weser-Ems/OTB in der 2. Bundesliga ProB zum Einsatz gebracht, 2017/18 spielte er zusätzlich für den Regionalligisten TSG Westerstede. Ceesay ging in seine Heimatstadt zurück und war 2018/19 Spieler der Mannschaft Weser Baskets/BTS Neustadt. Für die Bremer erzielte er in 22 Partien der 2. Regionalliga 14,5 Punkte je Begegnung und gewann mit der Mannschaft den Meistertitel.
In der Sommerpause August 2019 wurde er von den Itzehoe Eagles (2. Bundesliga ProB) verpflichtet. In der Saison 2019/20 wurde Ceesay mit Itzehoe Hauptrundenmeister der ProB-Nord. 2021 stieg er mit der Mannschaft in die 2. Bundesliga ProA auf und erzielte im Verlauf des Spieljahres 2020/21 pro Einsatz im Durchschnitt 3,7 Punkte. Ceesay, der in Itzehoe neben seiner Spielertätigkeit Traineraufgaben im Jugendbereich übernahm, bestritt Ende September 2021 sein erstes Spiel in der 2. Bundesliga ProA. Mit Itzehoe stieg er 2022 aus der 2. Bundesliga ProA ab.
In der Sommerpause 2022 wurde Ceesay vom Drittligisten Basketball Löwen Erfurt verpflichtet. In Erfurt wurde er ebenfalls als Co-Trainer der U19-Jugend tätig. Ceesay spielte bis 2025 in Erfurt. Zur Saison 2025/26 wechselte er zum Zweitligaaufsteiger SBB Baskets Wolmirstedt.